# Ninox novaeseelandiae
Ninox novaeseelandiae là một loài chim trong họ Strigidae. Có 4 phân loài.

## Phân bố
Ở đảo Bắc của New Zealand, loài cú này phổ biến từ cảng Rangaunu ở phía nam đến phía nam Taranaki và phía tây Tauranga, Hồ Taupo và Wanganui, cũng như giữa Murupapa và Hangaroa ở phía đông bắc, và phía nam Manawatu, Wellington và Wairapapa ở phía nam, và không phổ biến bên ngoài các khu vực này. Ở Đảo Nam, loài này phổ biến hơn ở phía tây dãy Alps phía Nam, xung quanh Marlborough và Southland. Nó là phổ biến trên đảo Stewart và các đảo ngoài khơi.
Loài này phổ biến rộng rãi ở Tasmania và trên Đảo King và các đảo khác của Eo biển Bass. Loài này đã được ghi nhận ở miền nam Victoria, và một lần từ New South Wales.
Loài này hiện diện ở hầu hết các môi trường sống có cây, ở Tasmania chủ yếu là rừng bạch đàn và ở các khu rừng New Zealand do Podocarpus, Nothofagus, Metrosideros và các loại gỗ cứng khác, cho đến dòng cây núi cao. Trên đảo Norfolk, nó sống trong những khu rừng thông ở đảo Norfolk (Araucaria heterophylla).